# Armando Maita
Armando Maita (San Félix, Estado Bolívar, Venezuela; 26 de agosto de 1981) es un Futbolista venezolano que jugaba como delantero y su último equipo fue el Lala Fútbol Club de la Primera División de Venezuela.

## Clubes
| Club                  | País                 | Año               |
| --------------------- | -------------------- | ----------------- |
| Mineros de Guayana    | Venezuela            | 2004 - 2005       |
| Carabobo Fútbol Club  | Venezuela            | 2005 - 2006       |
| Aragua FC             | Venezuela            | 2006 - 2007       |
| Monagas SC            | Venezuela            | 2007 - (Clausura) |
| U.A. Maracaibo        | Venezuela            | 2008 - (Apertura) |
| Monagas SC            | Venezuela            | 2008 - 2009       |
| Deportivo Táchira     | Venezuela            | 2009 - 2010       |
| Mineros de Guayana    | Venezuela            | 2010 - 2011       |
| Deportivo Anzoátegui  | Venezuela            | 2011 - 2012       |
| Aragua FC             | Venezuela            | 2012 - 2013       |
| Atlético Huila        | Colombia             | 2013 - (Apertura) |
| Petare FC             | Venezuela            | 2013 - (Clausura) |
| ACD Lara              | Venezuela            | 2014 - 2015       |
| Caracas FC            | Venezuela            | 2015 - 2016       |
| Monagas SC            | Venezuela            | 2016 - 2017       |
| Club Atlético Pantoja | República Dominicana | 2017 - 2019       |
| Lala FC               | Venezuela            | 2019              |
| Yaracuyanos FC        | Venezuela            | 2020              |
| Lala FC               | Venezuela            | 2021              |

## Trayectoria

### Monagas Sport Club

#### Torneo Clausura 2016
Para el Torneo Clausura de 2016 se incorpora nuevamente a jugar con el Monagas SC y aun sigue jugando en la actualidad. Armando firmó por un año con el equipo. En su primera participación el 2 de julio de 2016, marca un gol ante el Deportivo Anzoátegui. Para el 24 de julio, en un encuentro con el Estudiantes de Caracas SC, Maita anota un gol, en un partido que terminó 2 a 0 a favor del Monagas. Logra concretar un gol el 31 de julio del 2016, ante el Deportivo Táchira en el Monumental de Maturín. El 7 de agosto, ante Llanero EF, marca un gol y minutos más tarde concreta un segundo gol de penal. En el encuentro con el Aragua FC, realizado el 17 de agosto, Maita concretó un gol del punto penal, en un partido que finalizó 2 a 1 a favor del Monagas SC. El 28 de septiembre de 2016, logró anotar 3 goles ante Ureña SC, para finalizar el encuentro 4 a 1.

### Estudiantes de Mérida
En 2017 se anuncia que Armando iba a ser incorporado al equipo Estudiantes de Mérida FC. Sin embargo, el 19 de enero de 2017, el equipo publica un comunicado, desvinculandose del jugador.

## Trayectoria Internacional
Ha integrado la selección de Venezuela en 5 ocasiones, disputando partidos de eliminatorias rumbo a la Copa Mundial de Fútbol de 2010.

## Competiciones
| Competición                   | PJ  | Goles |
| ----------------------------- | --- | ----- |
| Primera División de Venezuela | 345 | 151   |
| Primera División de Colombia  | 17  | 6     |
| Liga Dominicana de Fútbol     | 41  | 26    |
| Copa Libertadores             | 3   | 0     |
| Copa Pre Libertadores         | 2   | 0     |
| Copa Sudamericana             | 4   | 1     |
| Selección Nacional            | 5   | 0     |
| Total de Carrera              | 417 | 184   |